# راز خانوادگی (فیلم ۱۹۲۴)
راز خانوادگی (انگلیسی: The Family Secret) فیلمی در ژانر درام به کارگردانی ویلیام ای. سایتر است که در سال ۱۹۲۴ منتشر شد. از بازیگران آن می‌توان به دیانا سرا کری و رز پلامر اشاره کرد.